# William Monsell
Pour les articles homonymes, voir Monsell.
William Monsell (21 septembre 1812 – 20 avril 1894) est un homme politique britannique.

## Biographie

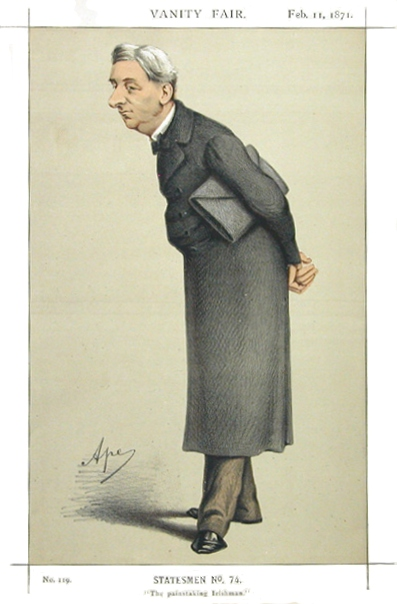
The painstaking Irishman, caricature de William Monsell (Vanity Fair, 11 février 1871

Il est le fils de William Monsell (1778-1822), de Tervoe (comté de Limerick), et d'Olivia, la fille de John Johnson-Walsh, 1er baronnet, de Ballykilcavan. Il fait ses études à Winchester et à Oriel College. En 1843, il contribue à fonder le collège St Columba, près de Dublin.
Monsell est shérif du comté de Limerick en 1835. En 1847, il est élu député pour le comté de Limerick en tant que libéral, et représente la circonscription jusqu'en 1874. En 1850, il se convertit au catholicisme et par la suite pris une part importante dans les affaires catholiques, en particulier au Parlement. En tant qu'ami de Wiseman, Newman, Montalembert, William George Ward, et d'autres éminents catholiques, il est intimement lié avec les divers intérêts de l'Église, et sa position parlementaire est souvent un grand avantage pour l'Église.
En 1852, Monsell est nommé Clerk of the Ordnance (en) par Lord Aberdeen, un poste qu'il conserve jusqu'en 1857, les deux dernières années dans le gouvernement de Lord Palmerston. En 1855, il est admis au Conseil privé. Il est brièvement Président du Conseil de la Santé en 1857 et est nommé plus tard par Lord Russell Paymaster General (en) et Vice-President of the Board of Trade (en) en 1866. Il est nommé par William Ewart Gladstone Sous-secrétaire d'État aux Colonies entre 1868 et 1871, puis Directeur général des postes du Royaume-Uni entre 1871 et 1873. Il est également lord-lieutenant du comté de Limerick, entre 1871 et 1894 et vice-chancelier de l'Université royale d'Irlande entre 1885 et 1894.
Le 12 janvier 1874, Monsell est élevé à la pairie en tant que baron Emly, de Tervoe dans le comté de Limerick.
Lord Emly est marié deux fois. Il épouse en premières noces Anna Maria Charlotte Wyndham-Quin (1814-1855), fille unique de Windham Quin (2e comte de Dunraven et Mount-Earl), en août 1836, avec qui il a deux fils, qui meurent en bas âge. Après sa mort, le 7 janvier 1855, il épouse Bertha (1835-1890), fille cadette du comte Philippe-Auguste de Montigny (de la maison de Montigny de Perreux) en 1857, dont il a un fils et une fille.